# Love Hangover (Diana Ross)
Love Hangover è un singolo della cantante statunitense Diana Ross del 1976.

## Composizione
Love Hangover venne scritta da Marilyn McLeod e Pam Sawyer e prodotta da Hal Davis. Ross non voleva cantare la traccia. Per convincerla e farla sentire più a suo agio in sala d'incisione, Davis fece sistemare delle luci stroboscopiche e dei liquori. Durante la registrazione, l'artista iniziò a ridere e ballare.
Love Hangover si caratterizza per le sonorità sensuali e la lunga durata, pari a sette minuti. Si tratta della prima vera e propria incursione di Diana Ross nella disco music, genere di cui la canzone è considerata una pietra miliare. Il brano si apre con un lungo interludio in formato ballata che riporta alla memoria Love to Love You Baby di Donna Summer. Dopo alcuni minuti, Love Hangover vira verso sonorità più veloci e ballabili.

## Pubblicazione
La traccia venne pubblicata nell'album del 1976 Diana Ross. Uscì anche su singolo.

## Accoglienza
La traccia ha ricevuto giudizi positivi dagli specialisti. Stereogum la considera un capolavoro e ne apprezza in modo particolare il groove. The Guardian la considera una delle migliori canzoni di Diana Ross.

## Tracce

### Love Hangover/Kiss Me Now
1. Love Hangover – 3:47
2. Kiss Me Now – 2:43

Durata totale: 6:30

### Love Hangover/Ain't No Mountain High Enough
1. Love Hangover – 7:51
2. Ain't No Mountain High Enough – 6:14

Durata totale: 14:05

### Love Hangover Part I/Love Hangover Part II
1. Love Hangover Part I
2. Love Hangover Part II

## Cover
Della traccia sono state realizzate numerose cover. Si segnalano il singolo dei The Fifth Dimension (1976), quello dei Players Association (1977), la reinterpretazione degli Associates presente in alcune versioni dell'album Sulk (1982), la cover di Jody Watley contenuta in The Makeover (2006) e quella di Tina Arena, racchiusa in Songs of Love & Loss (2007).